# 北緯1度線
北緯1度線（ほくい1どせん）は、地球の赤道面より北に地理緯度にして1度の角度を成す緯線。大西洋、アフリカ、インド洋、南アジア、東南アジア、太平洋、南アメリカを通過する。
この緯度の下では、夏至点時の可照時間は12時間11分で、冬至点時は12時間4分である。
北緯1度線は、赤道ギニアとガボンの国境を形成する緯線となっている。

## 通過する地域一覧
北緯1度線は、本初子午線から東に向かって以下の場所を通っている。
| 地理座標                                             | 国土・領土・領海          | 備考 |
| ---------------------------------------------------- | ------------------------- | --- |
| 北緯1度0分 東経0度0分 / 北緯1.000度 東経0.000度      | 大西洋                    | コリスコ島（ 赤道ギニア）のちょうど北を通過。 大エロベイ島（ 赤道ギニア）のちょうど北を通過。                                                               |
| 北緯1度0分 東経9度31分 / 北緯1.000度 東経9.517度     | 赤道ギニア                | 小エロベイ島 |
| 北緯1度0分 東経9度31分 / 北緯1.000度 東経9.517度     | 大西洋                    | |
| 北緯1度0分 東経9度35分 / 北緯1.000度 東経9.583度     | ガボン                    | |
| 北緯1度0分 東経9度47分 / 北緯1.000度 東経9.783度     | 赤道ギニア                | |
| 北緯1度0分 東経10度0分 / 北緯1.000度 東経10.000度    | 赤道ギニアと ガボンの国境 | |
| 北緯1度0分 東経11度20分 / 北緯1.000度 東経11.333度   | ガボン                    | |
| 北緯1度0分 東経14度25分 / 北緯1.000度 東経14.417度   | コンゴ共和国              | |
| 北緯1度0分 東経17度51分 / 北緯1.000度 東経17.850度   | コンゴ民主共和国          | |
| 北緯1度0分 東経30度13分 / 北緯1.000度 東経30.217度   | ウガンダ                  | |
| 北緯1度0分 東経34度29分 / 北緯1.000度 東経34.483度   | ケニア                    | |
| 北緯1度0分 東経41度0分 / 北緯1.000度 東経41.000度    | ソマリア                  | |
| 北緯1度0分 東経43度54分 / 北緯1.000度 東経43.900度   | インド洋                  | フバジュー環礁（ モルディブ）のちょうど北を通過。 |
| 北緯1度0分 東経97度23分 / 北緯1.000度 東経97.383度   | インドネシア              | ニアス島 |
| 北緯1度0分 東経97度55分 / 北緯1.000度 東経97.917度   | インド洋                  | |
| 北緯1度0分 東経98度56分 / 北緯1.000度 東経98.933度   | インドネシア              | スマトラ島、パダン島、ランタウ島及びランサン島 |
| 北緯1度0分 東経103度4分 / 北緯1.000度 東経103.067度  | マラッカ海峡              | |
| 北緯1度0分 東経103度21分 / 北緯1.000度 東経103.350度 | インドネシア              | 大カリマン島 |
| 北緯1度0分 東経103度27分 / 北緯1.000度 東経103.450度 | シンガポール海峡          | |
| 北緯1度0分 東経103度47分 / 北緯1.000度 東経103.783度 | インドネシア              | カパラジャニ島、ブラン島、バタム島、ビンタン島及びマプー島                                                                                                  |
| 北緯1度0分 東経104度51分 / 北緯1.000度 東経104.850度 | 南シナ海                  | |
| 北緯1度0分 東経107度23分 / 北緯1.000度 東経107.383度 | インドネシア              | タンベラン諸島 |
| 北緯1度0分 東経107度36分 / 北緯1.000度 東経107.600度 | 南シナ海                  | |
| 北緯1度0分 東経108度58分 / 北緯1.000度 東経108.967度 | インドネシア              | カリマンタン州 |
| 北緯1度0分 東経110度16分 / 北緯1.000度 東経110.267度 | マレーシア                | サラワク州 - 約3km |
| 北緯1度0分 東経110度18分 / 北緯1.000度 東経110.300度 | インドネシア              | カリマンタン州 - 約4km |
| 北緯1度0分 東経110度20分 / 北緯1.000度 東経110.333度 | マレーシア                | サラワク州 |
| 北緯1度0分 東経110度53分 / 北緯1.000度 東経110.883度 | インドネシア              | カリマンタン州 |
| 北緯1度0分 東経111度31分 / 北緯1.000度 東経111.517度 | マレーシア                | サラワク州 - 約8km |
| 北緯1度0分 東経111度35分 / 北緯1.000度 東経111.583度 | インドネシア              | カリマンタン州 |
| 北緯1度0分 東経110度46分 / 北緯1.000度 東経110.767度 | マレーシア                | サラワク州 - 約8km |
| 北緯1度0分 東経111度51分 / 北緯1.000度 東経111.850度 | インドネシア              | カリマンタン州 |
| 北緯1度0分 東経118度59分 / 北緯1.000度 東経118.983度 | マカッサル海峡            | |
| 北緯1度0分 東経120度44分 / 北緯1.000度 東経120.733度 | インドネシア              | スラウェシ島 |
| 北緯1度0分 東経122度28分 / 北緯1.000度 東経122.467度 | セレベス海                | |
| 北緯1度0分 東経124度14分 / 北緯1.000度 東経124.233度 | インドネシア              | スラウェシ島 |
| 北緯1度0分 東経124度54分 / 北緯1.000度 東経124.900度 | モルッカ海                | グレダ島（ インドネシア）のちょうど北を通過。 |
| 北緯1度0分 東経127度28分 / 北緯1.000度 東経127.467度 | インドネシア              | ハルマヘラ島 |
| 北緯1度0分 東経127度38分 / 北緯1.000度 東経127.633度 | カオ湾                    | |
| 北緯1度0分 東経127度56分 / 北緯1.000度 東経127.933度 | インドネシア              | ハルマヘラ島 |
| 北緯1度0分 東経128度33分 / 北緯1.000度 東経128.550度 | 太平洋                    | ファニ島（ インドネシア）のちょうど南を通過。 マピア諸島（ インドネシア）のちょうど北を通過。 カピンガマランギ環礁（ ミクロネシア連邦）のちょうど南を通過。 |
| 北緯1度0分 東経173度0分 / 北緯1.000度 東経173.000度  | キリバス                  | マイアナ |
| 北緯1度0分 東経173度3分 / 北緯1.000度 東経173.050度  | 太平洋                    | ハウランド島（ 合衆国領有小離島）のちょうど北を通過。 ガラパゴス諸島（ エクアドル）内にて、ウルフ島とピンタ島の間を通過。                                   |
| 北緯1度0分 西経79度31分 / 北緯1.000度 西経79.517度   | エクアドル                | |
| 北緯1度0分 西経78度13分 / 北緯1.000度 西経78.217度   | コロンビア                | |
| 北緯1度0分 西経69度13分 / 北緯1.000度 西経69.217度   | ブラジル                  | アマゾナス州 |
| 北緯1度0分 西経66度36分 / 北緯1.000度 西経66.600度   | ベネズエラ                | |
| 北緯1度0分 西経65度41分 / 北緯1.000度 西経65.683度   | ブラジル                  | アマゾナス州 - 約11km |
| 北緯1度0分 西経65度36分 / 北緯1.000度 西経65.600度   | ベネズエラ                | |
| 北緯1度0分 西経65度10分 / 北緯1.000度 西経65.167度   | ブラジル                  | アマゾナス州 ロライマ州 パラー州 アマパー州 パラー州 - アマゾン川河口にある島                                                                               |
| 北緯1度0分 西経49度56分 / 北緯1.000度 西経49.933度   | 大西洋                    | |